# Rosie Thomas
Rosie Thomas – amerykańska wokalistka i autorka tekstów, urodzona w Michigan w 1978 roku. Jej twórczość oscyluje wokół muzyki akustycznej, folkowej, indie, łącząc w sobie wpływy wszystkich tych gatunków.
Początkowo była członkinią pop-rockowej grupy Velour 100. Pierwszy solowy album wydała na początku 2001 roku. Do dzisiaj wydała 5 pełnych albumów i 2 minialbumy.

## Dyskografia

### Albumy studyjne
- When We Were Small (2001)
- Only with Laughter Can You Win (2003)
- If Songs Could Be Held (2005)
- These Friends of Mine (2006)
- A very Rosie Christmas (2008)

### Mini albumy
- In Between (2001)
- Paper Airplane (2002)